# Otacilia hamata
Espèce
Synonymes
- Phrurolithus hamatus Wang, Zhang & Zhang, 2012

Otacilia hamata est une espèce d'araignées aranéomorphes de la famille des Phrurolithidae.

## Distribution
Cette espèce est endémique de Chongqing en Chine,. Elle se rencontre sur le mont Jinyun.

## Description
Le mâle holotype mesure 2,47 mm et la femelle paratype 2,67 mm.

## Publication originale
- Wang, Zhang & Zhang, 2012 : Ant-like sac spiders from Jinyun Mountain Natural Reserve of Chongqing, China (Araneae: Corinnidae). Zootaxa, no 3431, p. 37-53.